# HSC Sea Runner
HSC Sea Runner je hitri katamaran, ki ga je leta 1990 zgradil avstralski ladjedelničar Incat za britansko družbo Hoverspeed. Leta 1990 je osvojil nagrado Hales Trophy za najhitrejše prečkanje Atlantskega oceana. Plovba je trajala 3 dni, 7 ur in 54 minut. Povprečna hitrost je bila 36,6 kn (67,8 km/h), sicer na krovu ni bilo potnikov. Sea runner lahko prevaža do 450 potnikov. 
V pretklosti je bila ladja znana kot: "Hoverspeed Great Britain" (1990–2004), "Emeraude GB (2004–2005)", in "Speedrunner 1" (2005–2008).
Ladja je dolga 73,6 metrov, široka 26,3 metra, ugrez pa je samo 2,5 metra. Poganjajo jo štirje srednje hitri dizelski motorji GEC Alsthom Ruston (4 x 3600kW). Največja hitrost na testiranju je bila 48 vozlov (89 km/h).